# Brasília (microregio)
Brasília is de enige microregio van het Braziliaanse Federaal District. Zij ligt in de mesoregio Federaal District en grenst aan de microregio's Entorno de Brasília (GO) en Unaí (MG). De microregio heeft een oppervlakte van ca. 5802 km². In 2004 werd het inwoneraantal geschat op 2.282.049.
Eén gemeente behoort tot deze microregio:
- Brasilia